# Лаон (графство)
Графство Лаон, Графство Лан, Графство Ланнуа (фр. Comté de Laon) — средневековое франкское графство с центром в городе Лан, располагавшееся на территории современной Франции.
Первые графы Лаона упоминаются ещё в V веке, однако до середины IX века сведения о правителях графства очень отрывочные и неполные, а точные границы графства не установлены. Сам город находился под юрисдикцией епископа.
В конце IX века правители графства стали наследственными. В 931 году Герберт II де Вермандуа был вынужден уступить Лан королю Западно-Франкского королевства Раулю, присоединившего графство к королевским владениям. Лан с этого момента стал одной из королевских резиденций.

## Графы Лана
- V век: Эмиль, отец святого Реми (Ремигий), архиепископа Реймса и апостола франков
- 650: Бершер
- 680/692: Харивеус (Эрве)
- ???—747:Хариберт (Эриберт) (до 696—747), внук Эрве, отец Берты Лаонской, жены короля Пипина Короткого
- 877/878: Бернар (ок.844 — после 893), сын Пипина из Перроны, один из двух графов в Ланнуа
- ??? — после 885: Аледрам (ум. после 885), возможно сын Аледрама (Алерана) I, графа де Труа, один из двух графов в Ланнуа
- после 885—892: Готье (ум. 892), сын предыдущего, казнён в 892
- 892—926: Роже I (до 867—926), вероятно племянник Роже, графа дю Мэн, женился на вдове предыдущего
- 926—928: Роже II (до 890—942), сын предыдущего, граф Дуэ 931—941, граф Бассини 941—942
- 928—931: Герберт II де Вермандуа (ок. 880—943), внучатый племянник Бернара, граф де Вермандуа, де Суассон и де Мо, в 928 году король Рауль был вынужден ему передать Ланнуа, однако в 931 году Рауль отнял Лан, присоединив его к королевским владениям. Однако Герберт контролировал до 938 года построенную им в Лане крепость.